# Zweitonanregung

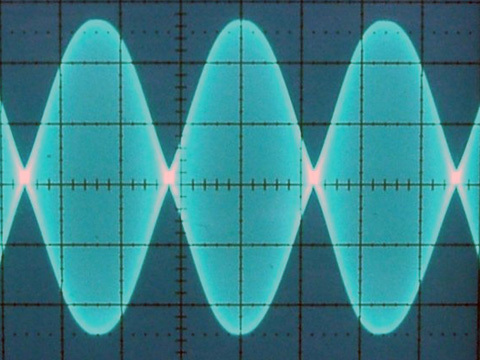
Oszillogramm beim Linearitätstest eines SSB-Senders

Unter einer Zweitonanregung, auch als Differenztonverfahren bezeichnet, versteht man die Einspeisung zweier Frequenzen {\displaystyle f={\frac {\omega }{2\pi }}} in ein System:
{\displaystyle U_{in}=A\cdot \cos {(\omega _{1}\cdot t)}+B\cdot \cos {(\omega _{2}\cdot t)}}
Durch diese Zweitonanregung können die Intermodulationsprodukte des Systems und ihre Leistung bestimmt werden.
Das ist z. B. bei der Bestimmung des Schnittpunkts dritter Ordnung (IP3) erforderlich.
In Hochfrequenz-Systemen ist die Unterdrückung dieser ungewollten Spektralkomponenten erwünscht.